# Étienne Aignan

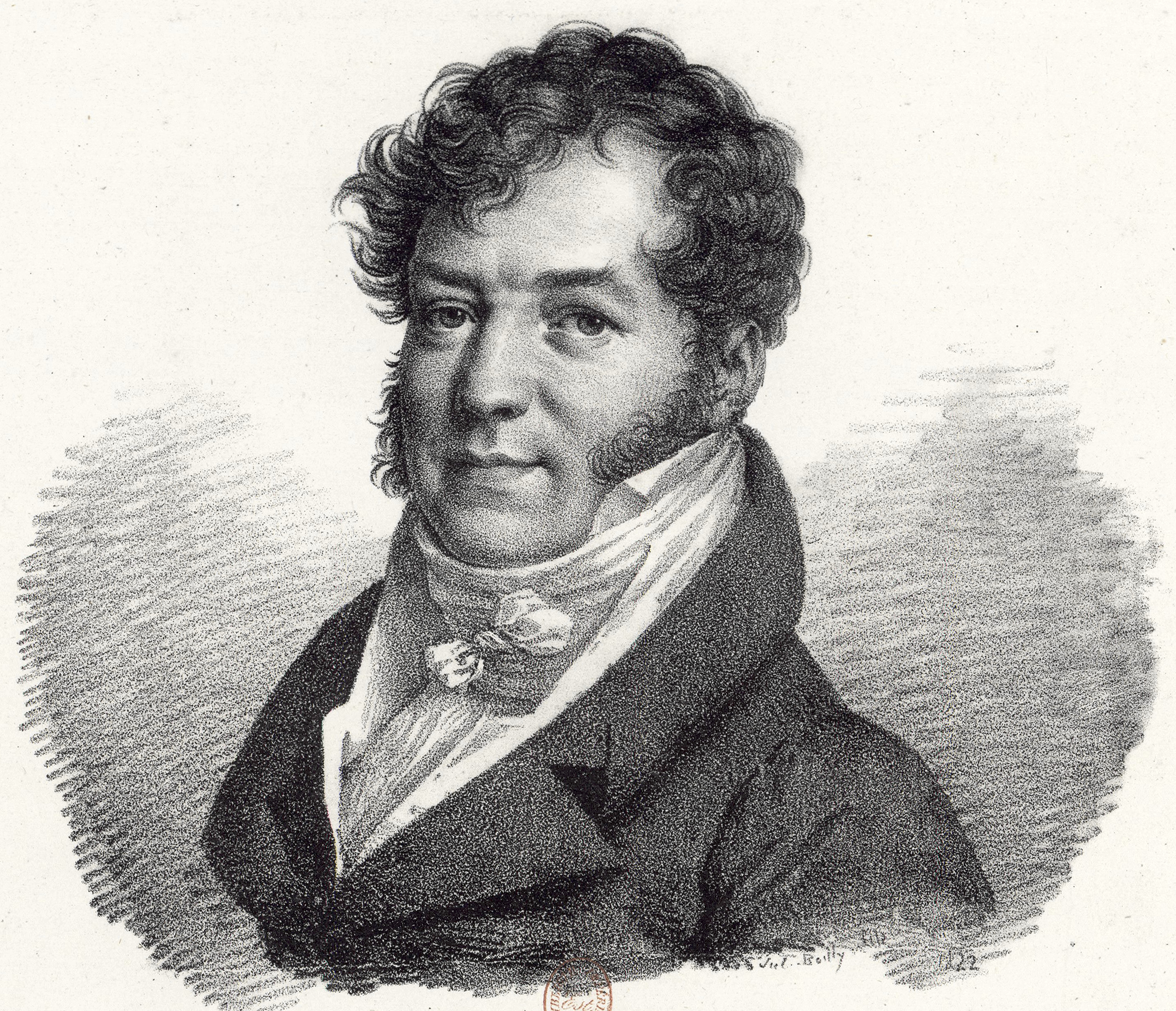
Étienne Aignan (1823)

Étienne Aignan (* 9. April 1773 in Beaugency; † 21. Juni 1824 in Paris) war ein französischer Schriftsteller, Übersetzer und Mitglied der Académie française.

## Leben
Aignan entstammte einer Juristenfamilie des Orléanais. Als die Französische Revolution ausbrach, war er 16 Jahre alt. Von 1793 bis 1795 war er in Paris eingekerkert. Etwa ab 1798 war er Mitarbeiter von Jean-Baptiste-Charles Legendre de Luçay (1754–1836), der ab 1800 Präfekt im Département Cher war und später Palastpräfekt des Kaisers wurde. Daneben arbeitete Aignan an seiner Karriere als Schriftsteller, vorrangig durch Theaterstücke, aber auch durch Übersetzungen aus dem Englischen. Höhepunkt war 1809–1810 der nahezu gleichzeitige Erfolg seines Bühnenstückes Brunehaut und seiner Übersetzung der Ilias von Homer. In der Folge wurde er 1814 in die Académie française (Sitz Nr. 27) gewählt (die allerdings diesen Namen erst wieder 1816 annehmen konnte). Er veröffentlichte eine Reihe von historischen Untersuchungen zu Rechtsfragen, von denen die zur Geschichte des Geschworenengerichts ins Deutsche übersetzt wurde, weil sie auf eine Preisfrage der Universität Tübingen antwortete. Seine Übersetzung der Odyssee des Homer konnte er nicht vollenden, da er 1824 im Alter von 51 starb.

## Werke

### Theater
- L’hôtellerie portugaise. 1798. (Oper von Luigi Cherubini)
- Le connétable de Clisson. 1802.
- Arthur de Bretagne. 1804
- Polyxène. 1804.
- Nephtali. 1806.
- Brunehaut, ou les Successeurs de Clovis. 1810.

### Rechtsgeschichte. Herausgeberschaft
- De la justice et de la police, ou Examen de quelques parties de l'instruction criminelle considérées dans leur rapport avec les moeurs et la sûreté des citoyens. 1817.
- De l'État des protestants en France, depuis le XVIe siècle jusqu'à nos jours. 1818.
- Des coups d’Etat dans la monarchie constitutionnelle. 1818.
- Histoire du jury. 1822.
  - (deutsch) Geschichte des Jury. Winter, Heidelberg 1823. (Geschichte des Geschworenengerichts)
  - (spanisch) 1826.
- (Hrsg.) Bibliothèque étrangère d'histoire et de littérature ancienne et moderne, ou Choix d'ouvrages remarquables et curieux, traduits ou extraits de diverses langues, avec des notices et des remarques. 3 Bde. 1823–1828.
- (Hrsg.)  Oeuvres complètes de J. Racine. 1824.

### Übersetzungen
- Alexander Pope: Essai sur la critique. Poëme en trois chants, suivi de deux discours philosophiques, traduction en vers libres. 1801.
- Oliver Goldsmith: Le vicaire de Wakefield. 1803.
- Homer: L’Iliade. 1809.